# クリタマバチ
クリタマバチ（栗玉蜂、学名：Dryocosmus kuriphilus）とは、タマバチ科の昆虫の1種である。中国大陸に自然分布し、第二次世界大戦中に旧日本軍が苗木を日本に持ち込んだ際に同時に持ち込まれたとされる（外来生物）。1941年に岡山県で初めて確認され、その後全国に拡大した。クリの生育を阻害する害虫である。タマバチ科は植物防疫法の定める検疫有害動物である。

## 生態
雄成虫は未発見で、雌成虫が単為生殖する。
栗の新芽に卵を産み付け、孵化して潜り込み、瘤の様な赤色を帯びた球状の膨らみ（虫こぶ）を作りその中で成長する。そのため枝の成長が阻害され、花を（したがって実も）付けなくなる。虫が脱出すると、こぶはそのまま枯れ落ちる。

## 防除
中国から輸入した天敵のチュウゴクオナガコバチの導入や、間伐・剪定、薬剤散布を行う。